# Kosmos 1700
O Kosmos 1700 (também conhecido por Altair 11L) foi um satélite de comunicação geoestacionário soviético/russo construído pela NPO Prikladnoi Mekhaniki (NPO PM). Ele esteve localizado na posição orbital de 16 graus de longitude oeste. O satélite foi baseado na plataforma KAUR-4. O mesmo foi retirado de serviço em fevereiro de 1995, quando foi substituído pelo satélite Luch 1.

## Lançamento
O satélite foi lançado com sucesso ao espaço no dia 25 de outubro de 1985, por meio de um veículo Proton-K/Blok-DM-2 a partir do Cosmódromo de Baikonur, no Cazaquistão. Ele tinha uma massa de lançamento de 2600 kg.